# John H. McHenry
John Hardin McHenry (* 13. Oktober 1797 bei Springfield, Kentucky; † 1. November 1871 in Owensboro, Kentucky) war ein US-amerikanischer Politiker. Zwischen 1845 und 1847 vertrat er den Bundesstaat Kentucky im US-Repräsentantenhaus.

## Werdegang
John McHenry genoss eine private Schulausbildung. Nach einem anschließenden Jurastudium und seiner 1818 erfolgten Zulassung als Rechtsanwalt begann er in Leitchfield in diesem Beruf zu arbeiten. In dieser Gemeinde wurde er im Oktober 1819 auch zum Posthalter ernannt. McHenry war außerdem Mitglied der Miliz von Kentucky. 1821 erreichte er den Rang eines Majors und bis zum Jahr 1837 stieg er bis zum Oberst auf. In den Jahren 1822, 1831, und 1837 war er Bezirksstaatsanwalt. 1823 zog er nach Hartford um.
Politisch schloss sich McHenry in den 1830er Jahren der Whig Party an. 1840 saß er als Abgeordneter für das Ohio County im Repräsentantenhaus von Kentucky. Im selben Jahr kandidierte er noch erfolglos für den Kongress. 1843 wurde er Vorstandsmitglied der Transylvania University. Bei den Kongresswahlen des Jahres 1844 wurde er im zweiten Wahlbezirk von Kentucky in das US-Repräsentantenhaus in Washington, D.C. gewählt, wo er am 4. März 1845 die Nachfolge von Willis Green antrat. Zwei Jahre später wurde er von seiner Partei für eine weitere Legislaturperiode nominiert. McHenry zog aber seine Kandidatur am Vorabend der Wahl zurück. Somit konnte er bis zum 3. März 1847 nur eine Legislaturperiode im Kongress absolvieren. Diese war von den Ereignissen des Mexikanisch-Amerikanischen Krieges bestimmt.
Nach dem Ende seiner Zeit im US-Repräsentantenhaus praktizierte McHenry wieder als Anwalt. Im Jahr 1849 war er Mitglied und Vorsitzender einer Konferenz zur Überarbeitung der Verfassung von Kentucky. 1854 zog er nach Owensboro. In den folgenden Jahren war er als Richter an verschiedenen Bezirksgerichten tätig. John McHenry starb am 1. November 1871 in Owensboro. Sein Sohn Henry D. McHenry (1826–1890) war von 1871 bis 1873 ebenfalls Kongressabgeordneter für Kentucky.